# Fotografie v Srbsku

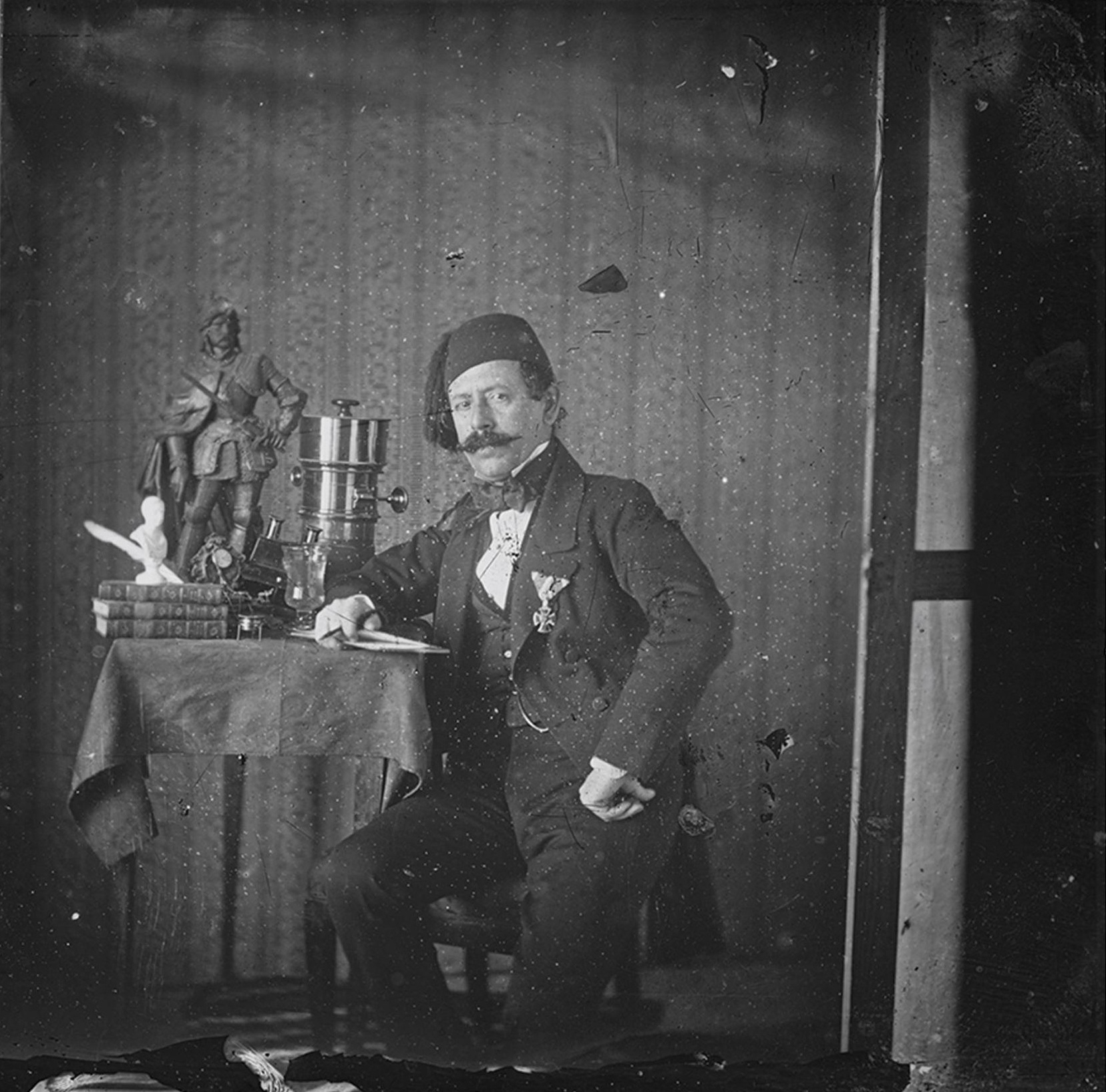
Průkopník srbské fotografie Anastas Jovanović (1817–1899)

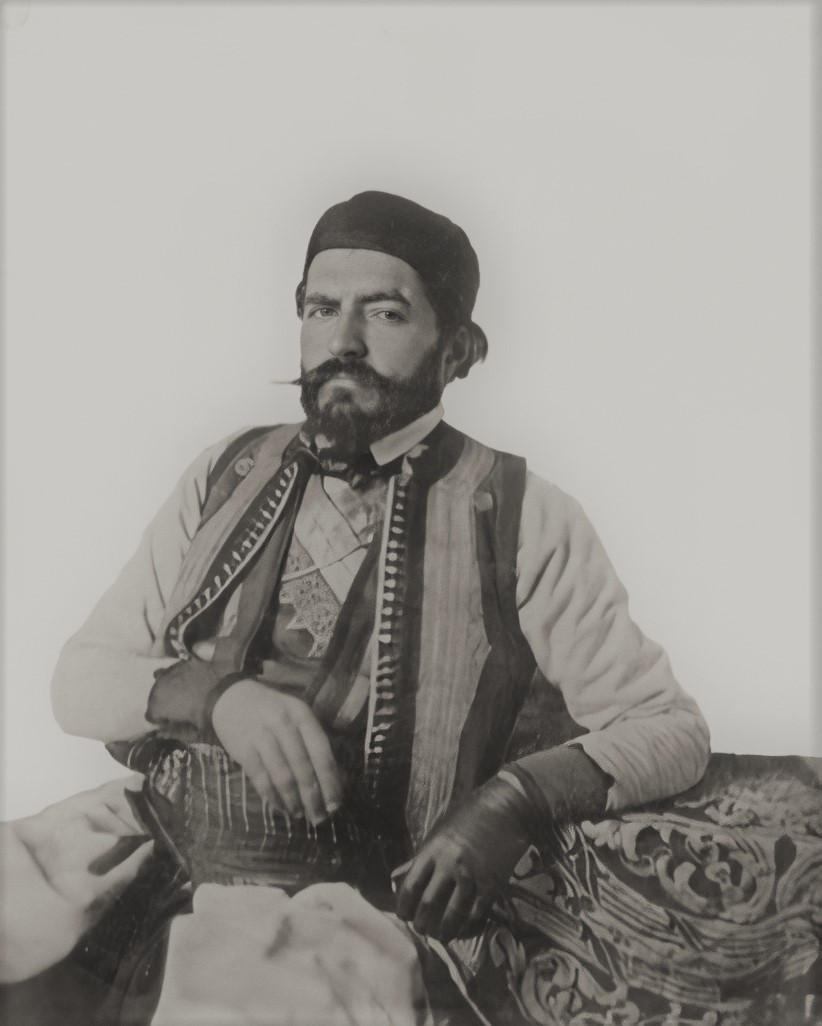
Anastas Jovanović: černohorský vladyka Petr II. Petrović-Njegoš, 1851

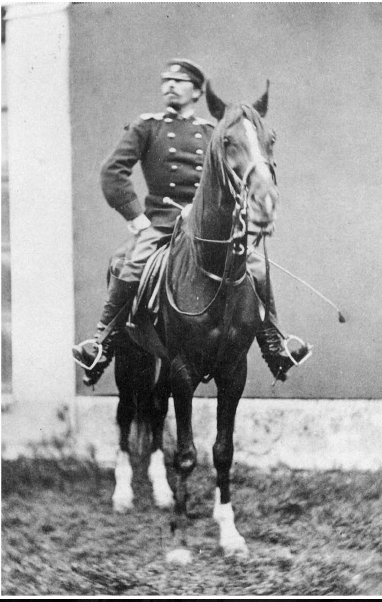
Ana Feldman: Kapitán na koni, 1866

Fotografie v Srbsku má svůj počátek v první polovině 19. století. Jako v mnoha zemích byl vývoj techniky, řemesla a umění fotografie v Srbsku mimo jiné důsledkem změny technologie, zlepšování ekonomických podmínek a míry uznání fotografie jako svéprávné formy umění. Fotografie se vyvíjela za silné spoluúčasti a zájmu od počátků tohoto umění k úspěchům ve světě fotografie do dnešních dní.

## 19. století

### Období daguerrotypie
První fotografickou techniku daguerrotypie, tedy fotografii na kov, poprvé uplatnil v Srbsku obchodník Dimitrij Novaković, který se během svého pobytu v Paříži v roce 1839 naučil postup od vynálezce Louise Daguerra. Litograf, malíř a umělec užitého umění Anastas Jovanović se naučil postup daguerrotypie ve Vídni a aplikoval ji již v roce 1841: nejprve vytvořil svůj „autoportrét“ (toto dílo se zachovalo!), Poté přišel do Bělehradu a pořídil daguerrotypie knížete Mihaila. K rychlé popularizaci daguerrotypií nejvíce přispěly putovní daguerrotypisté. Mezi prvními do Srbska přijel Josif Kapileri; krátce pracoval v Bělehradě v létě 1844.

### Talbotypie
Po roce 1850 opustili cestující fotografové daguerrotypii a začali používat trvalejší metodu, tzv. talbotypie, fotografii na papíru. Anastas Jovanović, který žil a pracoval ve Vídni, tento postup přijal v roce 1844 a roky jej používal při portrétování osobností z kulturního, církevního a politického života srbského knížectví, které přicestovaly do Vídně. Tato díla jsou většinou zachována a jsou ve Sbírce fotografií Muzea města Bělehradu. Kolem roku 1851 začal používat metodu talbotypie Georgije Knežević, první srbský fotograf ve Vojvodině, který se brzy rozhodl pro postup mokrý kolodiový tisk, a fotografie na albuminovém papíru.

### Otevírání stálých ateliérů
V polovině 19. století byly vytvořeny podmínky pro zřizování stálých fotografických ateliérů. V roce 1861 začal v Bělehradě pracovat fotograf Florijan Gantenbajn. Mezi první srbská studia, která byla v Bělehradě otevřena, patří ateliér Georgije Đoka Kraljevački na adrese Zeleni Venac a na ulici Kněze Mihailova v číslech popisných 3, 8 a 19. Obecný souhlas s kolodiovým tiskem, tzv. mokré desky a zavedení populárních a levnějších fotografií tvaru a velikosti vizitky, na počátku šedesátých let vedlo k dalšímu šíření fotografie a vzniku fotografických studií v menších městech.

### Fotografická dokumentace
Hlavní činností všech fotografických ateliérů bylo fotografování portrétů, ale příležitostně se objevovaly i první dokumentární fotografie, pohlednice a panoramata měst. Kromě plnění ziskových a komerčních požadavků se fotografové také snažili přispět k zachování kulturního dědictví. Mojsilo Živojinović ze Šabacu za pomoci ministerstva školství (1863) zpracoval záznam „srbských klášterů, ruin a jiných starožitností“. V květnu 1867 Anastas Jovanović zaznamenal na několika fotografiích historické scény před odjezdem turecké posádky z Bělehradu – „srbští vojáci na hradbách bělehradské pevnosti a turecká armáda“. V polovině tohoto desetiletí získala fotografie místo v práci Srbské akademické společnosti. Fotograf R. Musil byl najat, aby vyfotografoval dům Dositeja Obradoviće (1865) a o rok později fotografoval Florijan Gantenbajn stejný dům pro jiného klienta. Při přípravě tzv. „Slovinské setkání“ (Etnografické výstavy v Moskvě) v roce 1867, přípravný tým zahrnoval také fotografa Pantu Hristiće, který neúnavně fotografoval etnologický obsah vybraný etnografem Milanem Đ. Milicevicem a malířem Stevem Todorovićem. Fotograf ze Šabacu Moritz Klempfner navrhl v roce 1869 Srbské učené společnosti „stereoskopicky zpracované etnografické, historické a jiné památky“. První reportážní fotografie v srbské historii, od oslav 50. výročí Takova povstání v Topčideru, byly pořízeny „na Letnicích“, v roce 1865 Anastasem N. Stojanovićem, přistěhovalcem z Bulharska a jednoho z nejstarších studiových fotografů v Bělehradě. Stojanović byl také prvním dvorním fotografem v Srbsku a tvůrcem četných portrétů prince Michala Obrenoviće III. a dalších významných osobností a obyvatel Bělehradu v průběhu sedmého desetiletí 19. století.
Předpokládá se, že první fotografkou v Srbsku byla Ana Feldman, která se zabývala fotografováním v letech 1865–1868.

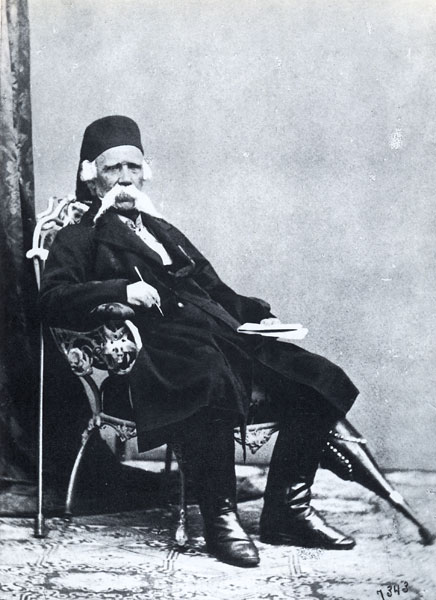
J. B. Rottmayer: Vuk Stefanović Karadžić, asi 1860
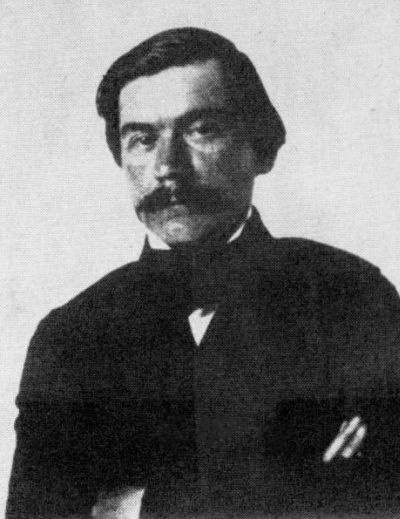
Anastas Jovanović: Ljubomir Nenadović, 1851
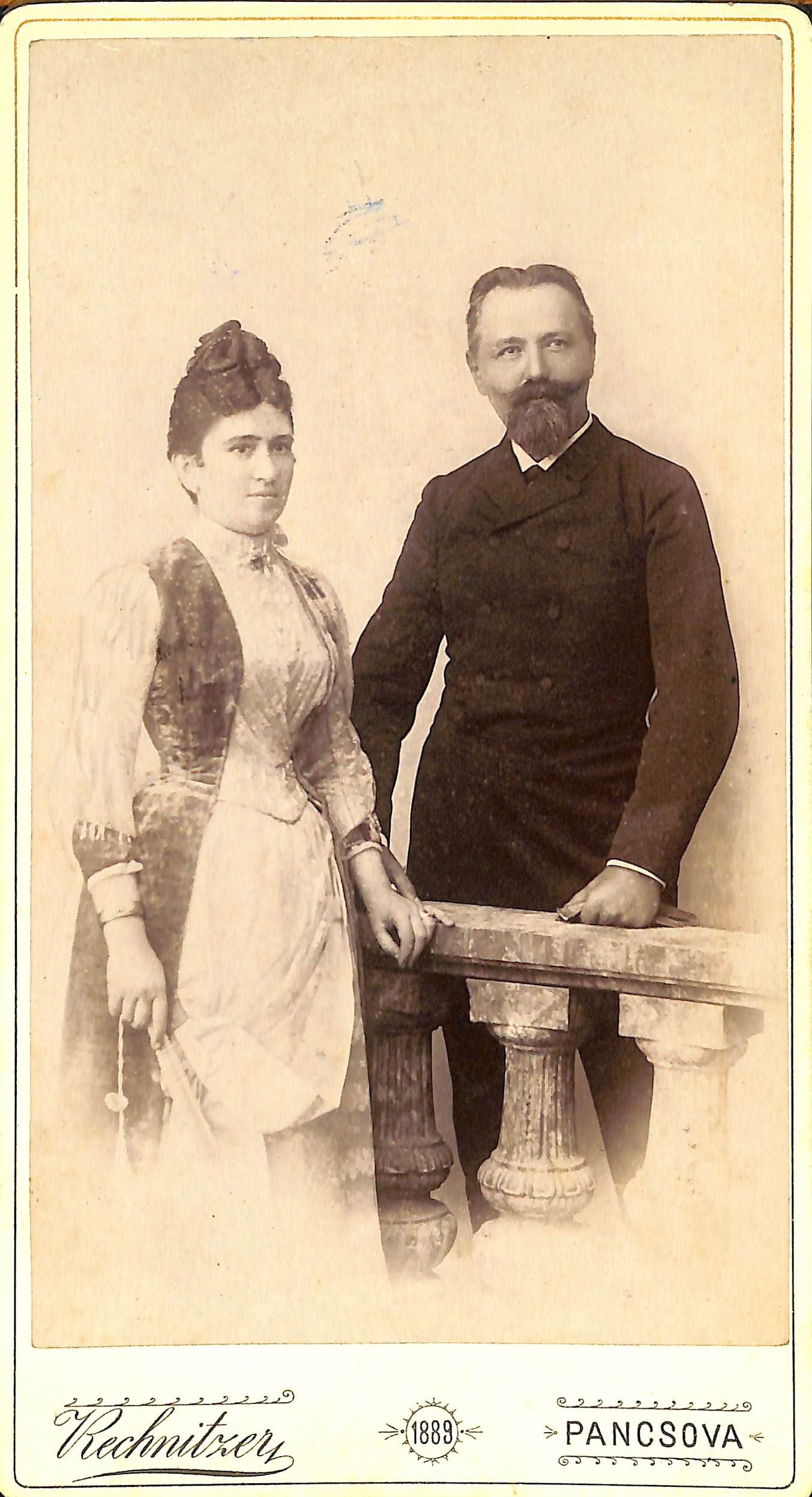
Fotografie neznámého páru z ateliéru Kelerman z Pančeva, 1889

### I. V. Groman
Výjimečné dokumentární fotografie pořídil i nedostatečně známý fotograf, o kterém se předpokládá, že se jmenuje I. V. Groman. Není spolehlivě prokázáno, zda byl ve válečném složení jednotek generála Michaila Čerňajeva v srbsko-turecké válce 1876, nebo se připojil k ruským dobrovolníkům jako civilní fotograf. Pod názvem „Scény ze Srbska“ si stejný fotograf kromě scén z bojiště všiml oblastí, kterými prošel, a zanechal hodnotnou řadu interiérových scén a fotografií z bělehradských ulic. Lazar Lecter z Nis dokumentoval výstavbu železnice Nis-Pirot a jejího okolí. V poslední dekádě století D(imitrij?) Krstović zaznamenal odhalení pomníku knížete Michaila (1882) a V(asa?) Danilović příchod rumunského krále Carola do Bělehradu (1884).
Během dubna a května 1888 navštívil Bělehrad jeden z bratrů De John z Paříže a při této příležitosti pořídil řadu fotografií, které byly vystaveny na výstavě v roce 2014.

### Milan Jovanović

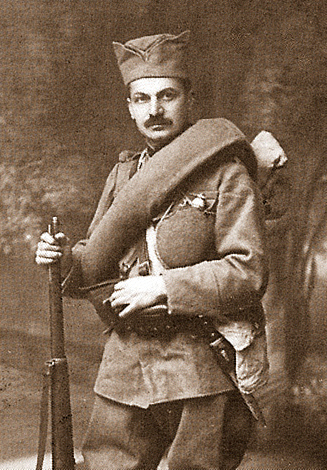
Milan Jovanović

Od poloviny šestého desetiletí do konce 19. století byl osud srbské fotografie téměř výhradně v rukou profesionálů. Milan Jovanović, syn fotografa Vršace Stevana Jovanoviće a bratr akademického malíře, realisty Paja Jovanoviće, velmi přispěl k vnímání městského jádra Bělehradu. V letech 1890 až 1914 postupně dokumentoval městské čtvrti a dórské nádvoří, bělehradská náměstí, ulice a zahrady, exteriéry a interiéry Obrenovićova dvora. Jovanović tyto fotografie vyráběl ve formě originálních fotografických pohlednic (tištěné pohlednice s fotografií ve formě, jak ji známe, existují od roku 1896). Zručně kombinoval znalosti získané ve škole ve Vídni, Mnichově, Paříži a Terstu, které obohatil vlastní zkušeností a rozvinutým smyslem pro umění. Jeho fotografie osobností – Milovan Glisic, Todor Stefanovic Vilovski, Ana Lozanic, Jovan Ducic, Bora Stankovic, Vela Nigrinova, herec Ilija Stanojević a další – se vyznačují silnou charakterizací postavy a modality uměleckého vyjádření a přinesly nového ducha srbské fotografii.

### Georgije Kraljevački
Na konci 19. století byl aktivní také Georgije Đoka Kraljevački. Portrétoval především současníky ze střední a horní buržoazie, vojáky srbských válek a veřejné osobnosti. Fotografoval také svatby a jiné zvláštní příležitosti. Nejprve pracoval v Novém Sadu a poté v Bělehradě. S tím, jak se fotografie stávala levnější, přestávala být výsadou malého počtu bohatých, ale stala se každodenní záležitostí s rostoucím počtem fotografů, což také umožnilo pamatovat si vlastní minulost.

## 20. století

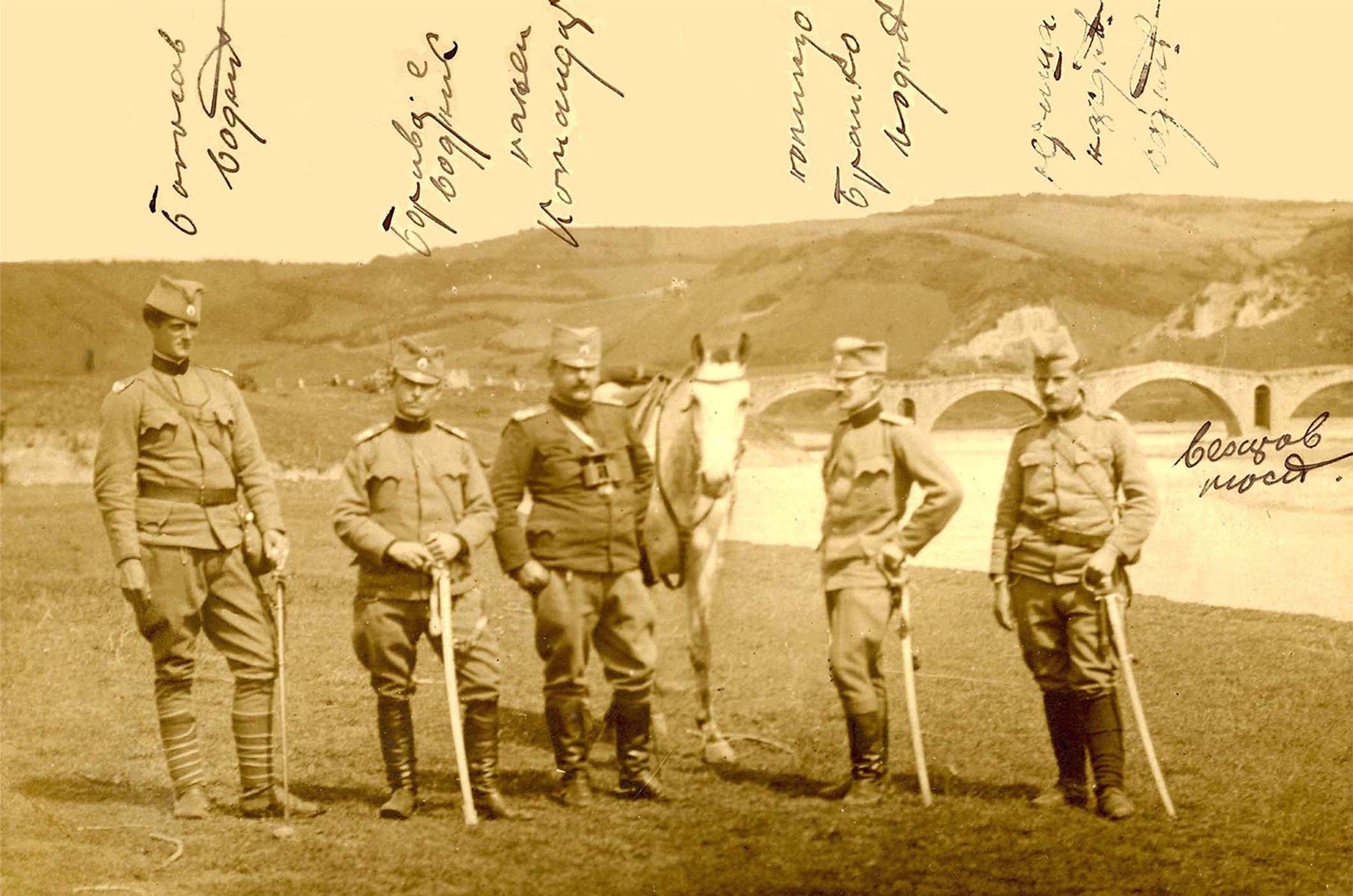
Vladimir Becić: srbští důstojníci poblíž mostu Vizier v Albánii, 21. července 1913. Soukromá sbírka, Bělehrad

### Počátek amatérské fotografie
Během posledního desetiletí 19. století se situace výrazně změnila. Bylo stále více těch, kteří nebyli spokojeni se statickou uniformitou studiové fotografie, takže milovníci fotografie, kteří v tomto médiu naznačovali nové možnosti vyjádření, se snažili stále více. Po roce 1891 se stal organizovaný fotoamatérismus celosvětovým hnutím, které podporovalo umělecké úsilí ve fotografii. Toto hnutí také rezonovalo v srbském kulturním prostoru. Podle zdrojů se první fotografové objevili v polovině osmdesátých let 19. století: urbanista Emilijan Josimović, diplomat Mihailo Ristić, lékař Dr. Vojislav Subotić nebo spisovatel Branislav Nušić. V roce 1901 bělehradští amatéři zahájili první výstavu amatérské fotografie v Srbsku a brzy poté založili první fotoklub. Současně se objevily první teoretické spisy o fotografii jako o umění. Tyto články se objevovaly také v belehradském časopise Fotografski pregled, který začal vycházet v roce 1911.
Spisovatel Branislav Nušić se fotografii se věnoval ještě před konzulováním v Prištině (červen 1893). Je jedním z prvních srbských stereofotografů. Působil také jako spisovatel srbské fotografické historie (jako první si všiml práce putovních daguerrotypistů Josifa Kapileriho a Adolfa Dajče) a v té době některých nových technik (například rentgenová fotografie). Své tři cestovní knihy ilustroval svými fotografickými pracemi. Zúčastnil se první výstavy amatérských fotografií v Bělehradě v roce 1901. V novinách Politika publikoval krátké příběhy o fotografických tématech, které zasvětil svému kmotrovi, dvornímu fotografovi Milanu Jovanovićovi. Nušićovy fotografické práce jsou uchovávány v jeho odkazu v Muzeu města Bělehradu.

### Balkán a první světová válka
Fotografové zaznamenávali válečné události, nejprve v balkánských válkách, pak v první světové válce, zejména stažení srbské armády přes Albánii. Mezi významné fotografy patří Rista Marjanović, Samson Černov, Vladimir Becić, Dragiša Stojadinović a Risto Šuković.

### Fotografie po roce 1918
Po roce 1918 se novinářští fotografové většinou zaměřovali na redakce, zaměřující se na jednotlivé záběry, protože noviny se o fotografování příliš nezajímaly. Do jisté míry se však zavedly tři jména: Vladimir Benčić, Svetozar Grdijan a nejvýznamnější z nich Aleksandar Simić. Kreativní, takzvaná umělecká fotografie se rozvíjela svým vlastním způsobem, což bylo jasně vidět na první jugoslávské výstavě fotografie v Bělehradě v roce 1935. Vývoj srbské umělecké fotografie byl obzvláště úspěšný během třicátých let 20. století. Tehdejší Bělehrad se stal hlavním zaměřením fotografického průmyslu. Foto-amatérské spojení však stále nebylo dostatečné, všechno bylo založeno na nadšení jednotlivců. První srbský foto klub, založený na začátku století, byl zrušen a téměř o tři desetiletí později, v roce 1928, byl spuštěn Bělehradský fotoklub (BFK), za což největší zásluhu získal Aleksandar Kostić, lékař a válečný fotograf, který byl také zakladatel Fotoslužby na Lékařské fakultě v Bělehradě. Kromě úsilí srbských astronomů a právníků, kteří to udělali dříve, bylo v Srbsku zřízeno další jádro vědecké fotografie. Psaní fotografické literatury bylo zahájeno ve stejném jádru (přední spisovatel je Aleksandar Šafranski). Ve městech Bela Crkva a Vršac byly založeny fotografické kluby, za což největší zásluhu získal kněz Milorad Radović, který v roce 1930 založil ve Vršaci časopis Jugoslovenska fotografija. Kolem roku 1933 byla založena fotografická sekce Srbského horolezeckého svazu. Během třicátých let bylo uspořádáno několik fotografických výstav a někteří autoři úspěšně vystavovali fotografická díla mimo své okolí. Tehdy se srbští autoři rozhodli pro realistickou a dokonce i sociálně kritickou fotografii (například Ratko Stefanović) a piktorialismus (například Vojislav Jovanović) a poté se začali zajímat o krajinu, folklórní motivy a typické srbské krajiny (Stanoje Bojović), s občasnými návraty k romantickým tématům a impresionistickým způsobem vyjádření. Prostřednictvím Branibora Debeljkoviće a Vojislava Marinkoviće, kteří se před válkou stali členy fotografického klubu „Záhřeb“, se obrazové vlivy trans-kosovských fotografických zážitků rozšířily na další srbské amatérské fotografy. Tito dva přední srbští autoři, jimž pomáhali další podobně smýšlející lidé, založili v prosinci 1939 novou organizaci – Amatérský fotoklub Bělehrad (KFAB), jedno z nejdůležitějších jader současné srbské fotografie.

### Novinářská fotografie před druhou světovou válkou

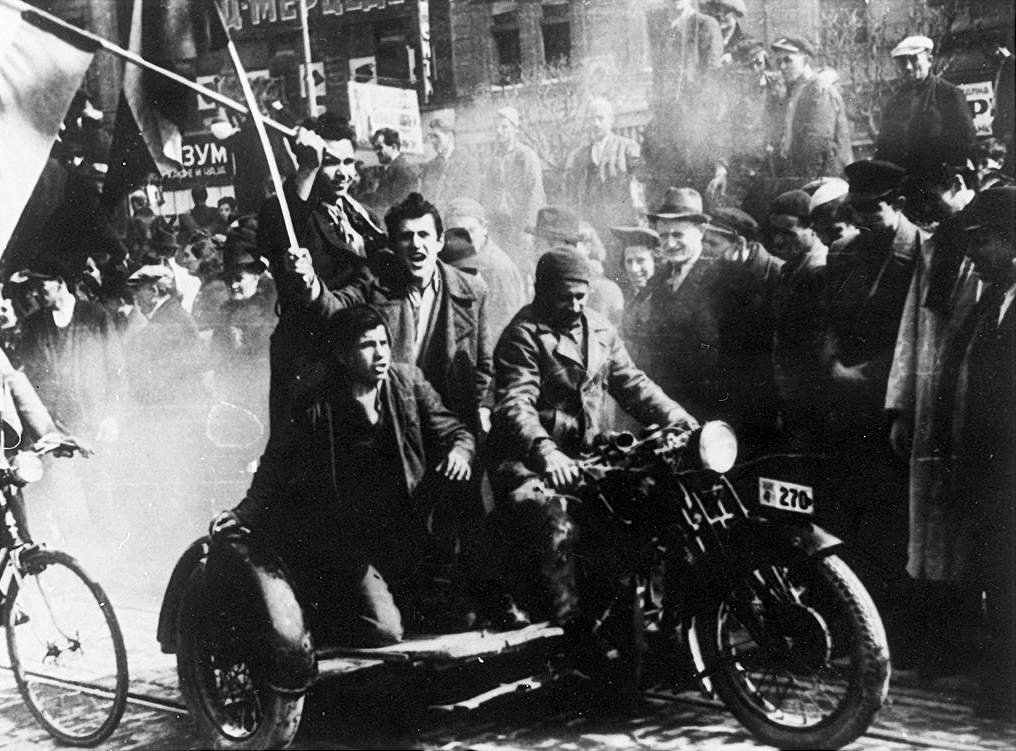
Milan Roglić: Demonstrace 27. března 1941, Bělehrad

Bezprostředně po první světové válce dokončil Milan Roglić s pomocí francouzské vlády své fotografické řemeslo v Marseille. Vrátil se do Bělehradu a stal se fotografickým reportérem pro bělehradské večerní noviny Pravda. V té době patřil mezi tři nejznámější mistry novinářské fotografie v Bělehradě. Těsně před druhou světovou válkou se stal oficiálním fotografem vlády Milana Nediće . Po válce pracoval jako fotograf s obchodem v ulici Iva Lole Ribara čp. 37 (Svetogorska). Ve velkém počtu jeho fotografií vyniká její význam a jedinečnost. Je to fotografie demonstrací na ulicích Bělehradu proti přistoupení Království Jugoslávie k Trojité alianci 27. března 1941 ve srovnání s Delacroixovým obrazem „Svoboda vede lid na barikády“, který se stal povinným ve všech školních učebnicích a učebnicích po druhé světové válce a který, podle důležitosti a kvality reportérova vyjádření, jakož i podle důležitosti události, o níž mluví, série srbských historických fotografií, spolu s fotografiemi překročení srbské armády u Vezírova mostu v první světové válce, Skriginova Matka z Knežopolje která se inspiruje poémou Stojanka, majka Knežopoljka (Stojanka, matka z Knežopolje, spisovatel Skender Kulenović, 1942), ve které se věnuje ustašovskému teroru v srbských oblastech Bosny a Hercegoviny.

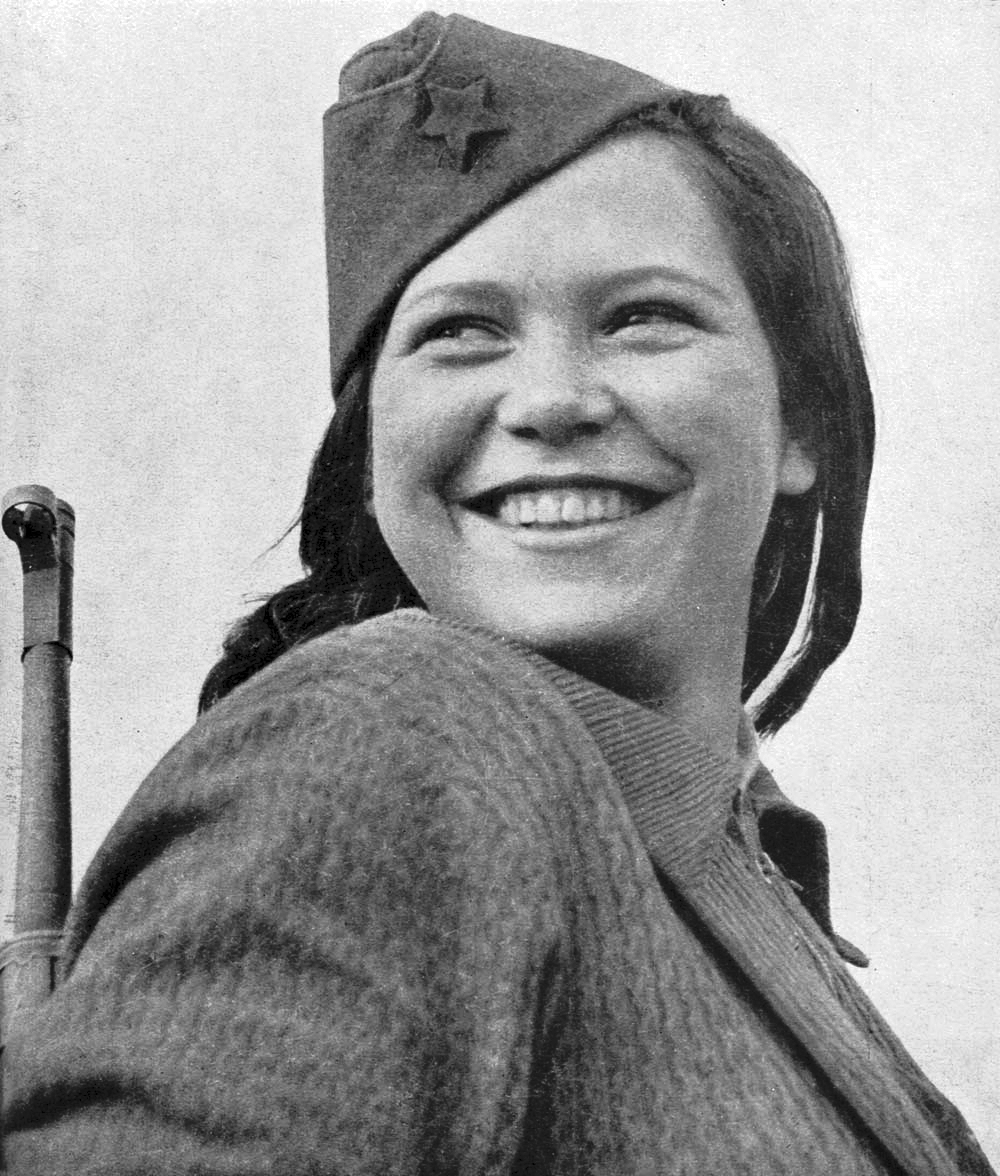
Žorž Skrigin: Kozarčanka – Milja Marin, 1943–1944

### Za německé okupace
Ve druhé světové válce vytvořili někteří fotografové hodnotná fotografická díla (Žorž Skrigin, Pavle Bojčević, Savo Orović, Danilo Gagović a další.
Motivu partyzánů se věnoval také Žorž Skrigin, srbský fotograf, filmový režisér a scenárista. Je autorem fotografie Kozarčanka. V roce 1941 nastoupil do lidové osvobozenecké armády Jugoslávie k partyzánům, kde byl členem národního osvobozeneckého divadla vrchního velitelství partyzánů. Po válce se přestěhoval do Bělehradu. V letech 1947–1967 se profesionálně zabýval filmem, nejprve jako režisér a scenárista dokumentárních filmů, poté jako režisér celovečerních filmů. Je autorem 22 filmů, z nichž je osm hraných. Byl generálním ředitelem Saveza filmskih radnika Jugoslavije (Svazu filmových dělníků Jugoslávie). Před druhou světovou válkou získal mnohá ocenění za své fotografie (New York, San Francisco, Londýn, Buenos Aires nebo Torino). Vystavováním fotografií se zabýval také v poválečném období. Za uměleckou práci získal ocenění AVNOJ, cenu Jugoslávského sdružení Foto-saveza za celoživotní dílo nebo ocenění Zlatna arena za celoživotní dílo. Je prvním, kdo získal titul Master Photography v Srbsku (1951). Je také nositelem partyzánských ocenění a Jugoslávské medaile. Jeho fotografie Kozarčanka, žena z pohoří Kozara, se stala ikonou druhé světové války v Socialistické federální republice Jugoslávie. Byla pořízena v severní Bosně v zimě 1943–44 a je na ní zobrazena usmívající se partyzánka s čepicí na hlavě a s puškou přes rameno. Byla publikována ve školních učebnicích, válečných monografiích a na plakátech, stejně jako na obalu alba známé jugoslávské popové kapely Merlin. Identita Marinové nebyla v socialistické jugoslávii široce známá. Po válce, v níž zvítězila armáda národního osvobození, se Kozarčanka stala ikonickým válečným portrétem v socialistické Jugoslávii. Byl to jeden ze symbolů masové účasti žen jako dobrovolnic. Oficiální příběh partyzánského boje podporované jugoslávskou poválečnou vládou v čele s Titem, sloužila k legitimizaci režimu a vytvoření společného národního cítění a multietnického státu. Partyzánky v tomto příběhu měly své významné místo. Pro mytickou auru obklopující hrdinku Kozarčanku byla veškerá přesná znalost o ní zbytečná a mohla by dokonce být škodlivá. Její identita tak zůstala většině veřejnosti neznámá.

### Po roce 1945
První výstavy fotografií v poválečném období byly uspořádány v roce 1948, a fotoamatéři se shromažďovali kolem organizace Narodná technika, která přispěla ke zvýšení technické kultury lidí a vzájemnému seznámení a sbližování tvůrců a fotoskupin z celé země. Ve stejném roce byla založena Republiková rada Srbska pro amatérskou fotografii, poté začal v Bělehradě vycházet časopis Fotografija (později zvaný Foto-kino revija), který byl koncipován jako zpravodaj všech jugoslávských fotografických společností. Srbský amatérský fotograf Arkadije Stolipin (po okupaci žil ve Švýcarsku) s pomocí Branibora Debeljkoviće zahájil iniciativu pro Jugoslávii prostřednictvím své organizace fotografií, aby se připojila ke skupině deseti zemí, které v roce 1950 založily Mezinárodní unii fotografického umění. Recenze a studie o fotografii byly publikovány v novinách, odborných publikacích a časopisech (Beogradski objektiv, Kultura, Umetnost, Likovni život). Vydavatelská společnost Bělehrad „Tehnička knjiga “ začala vydávat fotografickou literaturu a významnými spisovateli byli Živojin Jeremić a Vidoje Mojsilović.
Nejvýznamnějším zavedeným fotoamatérům bylo umožněno připojit se k uměleckému sdružení ULUS a získat status nezávislého umělce. Spolu s amatéry, kteří byli bezpochyby hlavní hybnou silou, přispěli k rozvoji a potvrzení srbské fotografie také někteří profesionální fotografové. Témata fotografických děl jsou různá, autoři jsou posedlí problémy současného života (Branibor Debeljković, Vojislav Marinković, Miloš Pavlović), vývoj fotožurnalistiky (Tomislav Peternek), experimentální zaujetí (Miodrag Đorđević, Aleksandar Saša Pavlović, Stefan Bogdanović), Branom Evocovič, Ivo Strugar, Dragoljub Zamurović), portrétní fotografie (Dragiša Radulović, Aleksandar Dolgij, Dragan S. Tanasijević) a další.

### Novinářská fotografie
Současně bylo v novinářské fotografii dosaženo vyšších úspěchů prostřednictvím práce reportérů různých generací – Živorad Vučić, Nikola Dević, Nikola Pavićević Stenli, Dobrivoje Urošević, Stevan a Ana Lazukić, Zoran Sekulović, Mile Jelisijević. Nikola Bibić, Milorad Micko Bugarčić, Dobroslav Popović Singa, Momčilo Moma Vučićević, Volter Jadrešin, Žika Milutinović, Aleksandar Aca Vojnović a Miodrag Mile Stefanović čas od času vystupovali ve sportovní fotografii.

### Fotografie jako užité umění
Ve formě fotografie jako užitého umění se Dragoljub Kažić vyznamenal významnými portréty veřejných osobností nebo navrhováním různých vydání, aplikací experimentální barevné fotografie v grafickém designu Sekula Medenica, Dušanem Kneževićem a Stefanem Bogdanovićem, v módě a současném oblečení Srboljubem Vranićem, Velisavem Tomovićem a Vladimir Baclija a další.

### Konec 20. století
Mnoho forem fotografické činnosti v Srbsku po druhé světové válce, včetně založení klubů, sbírek, galerií, výstav, vydávání, psaní fotografické literatury, ale také zahájení populárních fór, přednášek, kurzů nebo animace fotografického života, vzniklo hlavně díky osobnostem jako byli například Živojin Jeremić a Stevan Ristić (Svaz fotografie Jugoslávie, Salón fotografie), Dragoljub Kažić (Fakulta užitého umění), Gennadij Muravyov a Dragoljub Tosic (Sdružení fotografických kin Srbska), Nikola Radosevic (USUF a fotogalerie), George Bukilica (Fotoklub Bělehrad), Goran Malić (Národní středisko pro fotografii), Predrag Milosavljević (Fotoslužba „Politika“) atd. Poslední desetiletí 20. století zaznamenalo v médiích umělců zcela odlišné formy vyjádření, ale nejen v novinách, ale také v užité, umělecké fotografii. Bohatství tohoto obsahu se většinou odráží v Bělehradě, ale často velmi významné akce (výstavy, skupiny) a nezávislé nebo autorské fotografické monografie jsou realizovány také v Novim Sadu (výstavní galerie „Zlaté oko“, později fotogalerie). filmové a video sdružení Vojvodina), Kragujevac (Národní muzeum), Valjevo (fotoklub), Čačak (fotografický salón) a jinde, kde se aktivita v oblasti fotografie zvýšila zejména v posledních dvou desetiletích 20. století.
Goranka Matičová (1949–2025), historička umění a fotografka, svou profesionální kariéru ve fotografii zahájila v roce 1980 a od roku 1986 vystavovala v tuzemsku i v zahraničí. Její dílo zahrnuje portréty spisovatelů, rockových a popových hudebníků a volební kampaně. Žila a pracovala v Bělehradě. Během 80. let byla její práce obzvláště významná v oblasti rockové fotografie. Jako oslavovaná fotografka nové vlny fotila obaly na desky pro řadu bělehradských kapel, od alba Idol pro slavné album Odbrana i poslednji dani až po spolupráce s Ekaterinou Velikou, Canetou z Partybreakers, Kojou z Disciplina kicma, Bajagou a mnoha dalšími hudebníky a kapelami. Na Fakultě médií a komunikace vyučovala fotožurnalistiku a dokumentární fotografii.

## Instituce a časopisy
- Београдски фото клуб, Bělehradský fotoklub (BFK)
- Клуб фото аматера Београд, Klub fotoamatérů Bělehrad
- Клуб фотографа аматера у Београду (1901), Klub fotografů amatérů v Bělehradu (1901)
- Међународни савез фотографске уметности, Mezinárodní federace fotografického umění
- Национални центар за фотографију, Národní centrum pro fotografii
- Фото клуб Нови Сад, Fotoklub Novi Sad
- Београдски објектив, Beogradski objektiv (časopis)
- Југословенска фотографија, Jugoslovenska fotografija (časopis)
- Фотографски архив, Fotografski arhiv (časopis)
- Фотографски преглед, Fotografski pregled (časopis)